# Oleksandr Zavarov
Oleksandr Anatolijovyč Zavarov, ukrajinsky Олександр Анатолійович Заваров, v časech své hráčské kariéry známý pod ruskou verzí svého jména Alexandr Zavarov (* 20. duben 1961, Luhansk) je bývalý sovětský fotbalista ukrajinské národnosti. Hrával na pozici záložníka.
Se sovětskou fotbalovou reprezentací vybojoval stříbrnou medaili na mistrovství Evropy roku 1988. Hrál i na světovém šampionátu roku 1986 a 1990. Sovětský svaz reprezentoval ve 41 zápasech, v nichž vstřelil 6 branek.
S Dynamem Kyjev vyhrál v sezóně 1985/86 Pohár vítězů pohárů, byl i nejlepším střelcem celé soutěže. S Juventusem Turín vyhrál v sezóně 1989/90 Pohár UEFA.
Roku 1986 byl vyhlášen nejlepším fotbalistou Sovětského svazu. V anketě Zlatý míč, která hledala nejlepšího fotbalistu Evropy, skončil ve stejném roce šestý, roku 1988 osmý.
Po skončení hráčské kariéry se stal trenérem.